# 12378 Johnston
12378 Johnston è un asteroide della fascia principale. Scoperto nel 1994, presenta un'orbita caratterizzata da un semiasse maggiore pari a 2,7034295 au e da un'eccentricità di 0,3333386, inclinata di 16,81789° rispetto all'eclittica.